# Biserica Unitariană din Transilvania

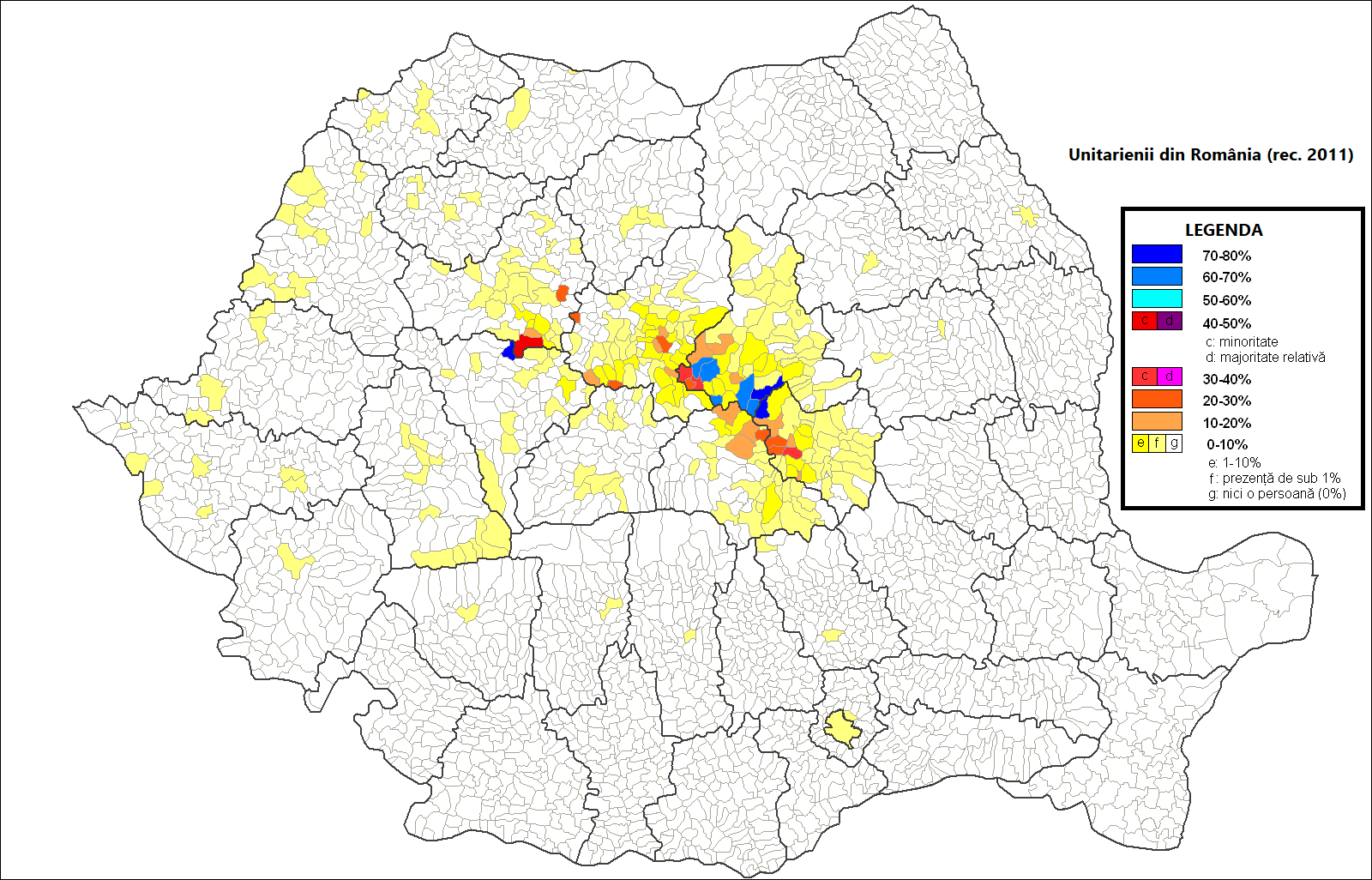
Unitarienii din România (2011)

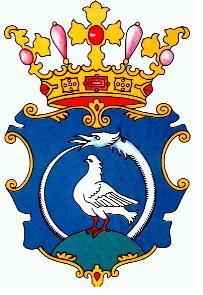
Emblema credinței unitariene

Biserica Unitariană din Transilvania este o ramură a Bisericii Unitariene. Conform datelor recensământului din 2002 Biserica Unitariană din Transilvania număra 66.846 de credincioși, reprezentând 0,3% din populația României și 1% din populația Transilvaniei.

## Istoric
Cultul unitarian a fost înființat la Cluj în contextul reformei protestante. Anul 1568 este considerat anul fondării Bisericii Unitariene. În acel an Dieta de la Turda a proclamat libertatea religioasă în Transilvania, admițând credința unitariană ca religie recunoscută a Principatului Transilvania.
La mijlocul secolului al XVI-lea, sub influența medicului italian Giorgio Biandrata și sub conducerea lui Francisc David, a avut loc în Transilvania o puternică mișcare unitariană, care a dus în final la acceptarea Bisericii Unitariene din Transilvania, pentru prima dată în lume, ca religie recunoscută oficial.
Biserica unitariană, ca variantă radicală a protestantismului, s-a născut în Transilvania la mijlocul secolului al XVI-lea, ca urmare firească a mișcării reformatoare a bisericii în Europa. Înființarea și organizarea Bisericii Unitariene este legată de numele reformatorului clujean Francisc David (1520?–1579), care a propovăduit antitrinitarismul. Înființarea bisericii datează din anul 1568, anul proclamării Edictului de la Turda (6–13 ianuarie 1568). Pentru întâia oară în lume s-a proclamat aici, în Transilvania o lege a libertății și a toleranței în religie, potrivit căreia oricine are dreptul de a urma credința corespunzătoare convingerii sale. Mulțumită acestei decizii, Transilvania a devenit tărâmul libertății confesiunilor, oferind adăpost acelor refugiați, care erau acuzați de erezie în statele mai puțin tolerante. De atunci propagarea și exercitarea toleranței joacă un rol semnificativ în viața unitarienilor. Acest lucru, din punct de vedere al istoriei bisericii, înseamnă că trecutul nu ne este pătat de violență, sânge sau opresiunea altor confesii.

## Organizare
Biserica Unitariană din Transilvania este organizată într-o episcopie cu sediul la Cluj, care coordonează cele cca. 120 de parohii grupate în șase protopopiate: Cluj, Turda, Mureș, Odorhei, Cristur și Sfântu Gheorghe. Din anul 2009 episcop al Bisericii Unitariene din Transilvania este Ferenc Bálint-Benczédi.
Biserica centrală a episcopiei, cu rang de catedrală, este Biserica Unitariană din Cluj, edificiu ridicat între 1792-1796, pe actualul Bd. 21 Decembrie.

## Pozițiile sociale
În anul 2016 un episcop din biserica unitariană a anunțat că este de acord cu căsătoria între persoane de același sex.

## Emblema credinței unitariene
Emblema arată un șarpe care își mușcă coada într-un cerc în jurul unui porumbel ce stă pe o stâncă (sau pe glob). Cercul este simbolul completului, perfectului, deplinului, iar stânca sugerează că porumbelul stă pe un fundament solid și tare. Deasupra șarpelui și porumbelului se află o coroană regală, sugerând că după nașterea noii religii chiar regele de atunci al țării Ioan Sigismund Zápolya a devenit unitarian, singurul rege unitarian din istorie.

## Galerie de imagini

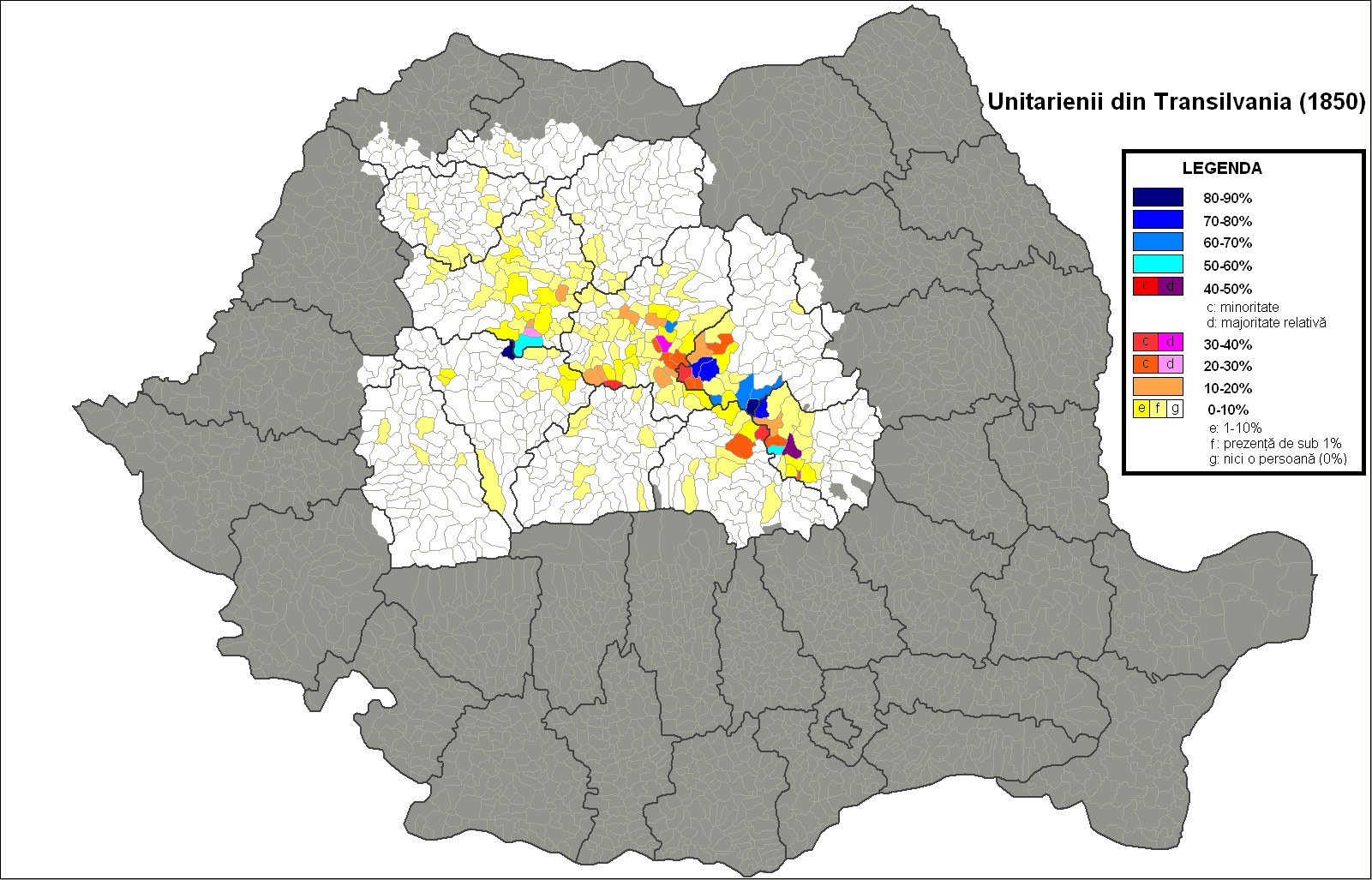
Unitarieni în Transilvania (1850)
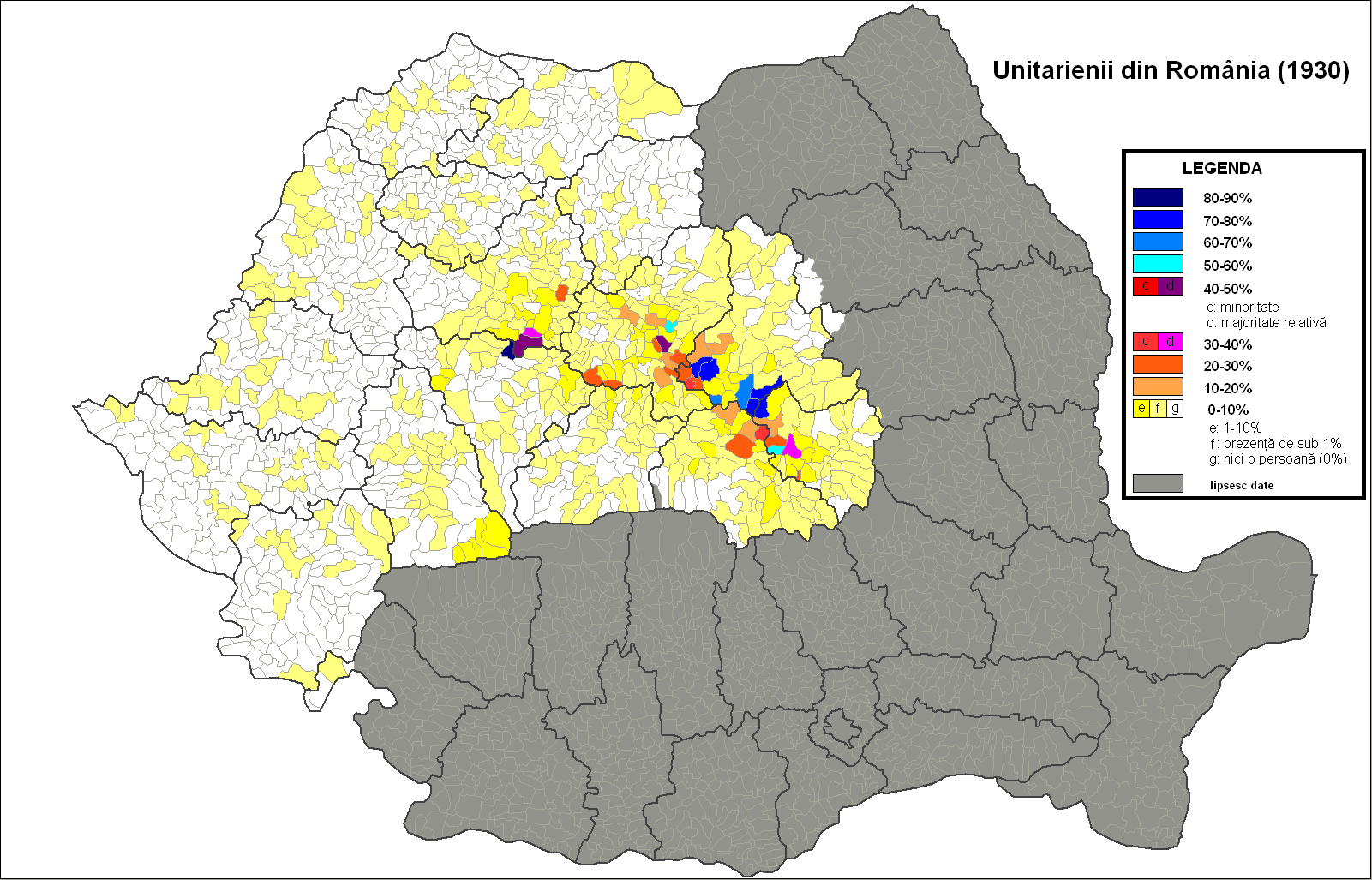
Unitarieni în România (1930)
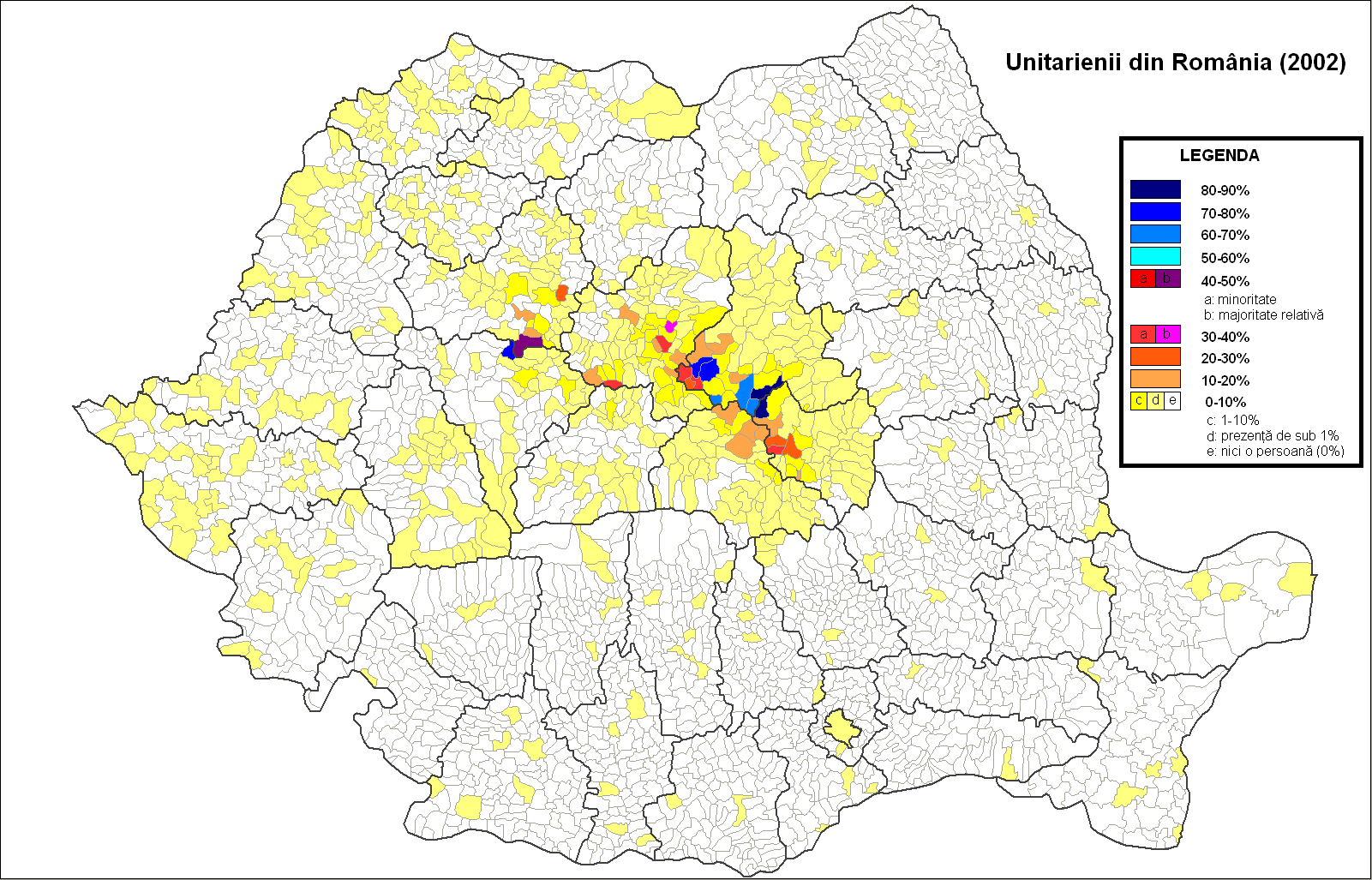
Unitarieni în România (2002)